# Venus In-Situ Explorer

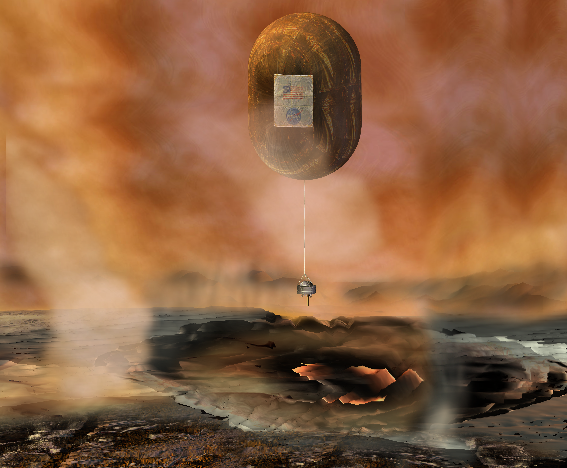
Recreación artística de la sonda VISE.

Venus In-Situ Explorer (VISE) es una misión propuesta por el Planetary Science Decadal Survey de la NASA que tiene como objetivos analizar la composición y las características de la superficie de Venus. Un vehículo explorador adquirirá y estudiará material de la superficie, midiendo alguno los elementos y la mineralogía de los materiales.

## Características
La misión fue propuesta en 2003. La exploración de la atmósfera superficial y baja de Venus introduce grandes desafíos tecnológicos, pero ofrece al mismo tiempo mayores resultados científicos. Las grandes diferencias del tectonismo, el vulcanismo, de los procesos superficie-atmósfera y de la química entre Venus y la Tierra se han deducido de las notablemente diferentes condiciones de ambos planetas. 
Si bien el límite del presupuesto del programa New Frontiers al que pertenece la sonda, no será suficiente para planear una misión que permita el regreso a la Tierra de las muestras de la superficie y/o de la atmósfera, a través de distintos métodos es posible alcanzar la mayor parte de los objetivos científicos siguientes:
- Comprender la física y la química de la atmósfera con las medidas de la composición, particularmente de los gases, isótopos ligeros estables y de los isótopos de gases nobles.

- Entender la física y la química de la corteza con el análisis de imágenes en el espectro infrarrojo reabsorbido en la atmósfera baja hasta la superficie y obtener medidas de las cantidades de los elementos y de la mineralogía de una muestra del suelo.

- Comprender las características de la atmósfera venusiana con medidas meteorológicas y mejorar los actuales conocimientos de los vientos presentes al nivel de nubes.

- Entender la atmósfera meteorológica de la corteza del planeta en el contexto de la dinámica atmosférica y de la composición de los materiales.

La misión actualmente es candidata en el programa de la NASA New Frontiers, para ser lanzada en 2022.